# Вэньчан (месторождение)
Вэньчан (англ. Wenchang) — группа нефтяных месторождений Китая, находится в бассейне устья реки Чжуцзян (западная часть Южно-Китайского моря). Открыты в 2008 году.
В Вэньчанскую группу входят 4 месторождения: Вэньчан 19-1, Вэньчан 15-1, Вэньчан 14-3 и Вэньчан 8-3. Запасы нефти Вэньчанской группы оцениваются до 50 млн тонн.
Открытые ранее месторождения Вэньчан 13-1 и Вэньчан 13-2 располагались в 140 км. к востоку от острова Хайнань.
Оператором месторождения является китайская компания CNOOC. В 2002 году она сообщила, что на нефтяном месторождении Вэньчан началась добыча.